# Rachid Mokrani
Rachid Mokrani, né le 7 juin 1960, est un handballeur algérien. Il a notamment participé aux Jeux olympiques de 1980 et aux Jeux olympiques de 1984